# Antares A-ONE
El Antares A-ONE es el primer vuelo del cohete Antares de Orbital Sciences con carga útil, el Cygnus Misa Simulator, que fue lanzado el 21 de abril de 2013. Fue lanzado desde el muelle 0A en el Puerto Espacial Regional Centroatlántico (MARS) en la Isla Wallops, Virginia, EE. UU. La carga útil simula la masa de la nave espacial de carga Cygnus. Esta carga útil de prueba fue enviada a una órbita de aproximadamente 150 a 160 millas (240 km a 260 kilómetros) con una inclinación de 51,6 grados.
Se desplegaron cuatro nanosatélites Spaceflight Inc. CubeSat como carga ficticia.
Este lanzamiento al igual que otras actividades, fija un hitos para el programa de Servicios Comerciales de Transporte Orbital de la NASA.